# رولا الطبش
رولا الطبش جارودي، نائبة في البرلمان اللبناني. نجحت في الانتخابات التشريعية اللبنانية 2018، بعد أن ترشّحت عن تيار المستقبل عن المقعد السنّي في دائرة بيروت الثانية. وهي محامية متخصّصة في مواضيع الأعمال والتجارة، وكانت جزءًا من اللجان البرلمانيّة وساهمت في صياغة العديد من القوانين.